# Leontie al Constantinopolului
Leontie (în greacă Λεόντιος Θεοτοκίτης, transliterat: Leontios Theotokites; n. ? – d. după 1190) a fost un cleric ortodox bizantin, care a îndeplinit funcția de patriarh ecumenic al Constantinopolului din februarie/martie până în septembrie/octombrie 1189.

## Biografie
Era călugăr la Mănăstirea Sfinților Apostoli de pe Muntele Auxentiou, atunci când în februarie sau martie 1189, după un scurt mandat de nouă zile al lui Dosoftei, a fost ales patriarh al Constantinopolului cu sprijinul împăratului bizantin Isaac al II-lea Angelos. Predecesorul său, Dosoftei, care fusese patriarhul Ierusalimului (1187-1189) și era un favorit al împăratului Isaac al II-lea, îi succedase lui Vasile al II-lea (1186-1189) și fusese forțat să demisioneze în urma unor controverse teologice și procedurale. Leontie a primit porecla Theotokites, deoarece Isaac Angelos a jurat că a văzut-o pe Maica Domnului în vis, care i l-a arătat pe Leontie. Cert este că Leontie era deja patriarh în perioada sărbătorii Paștilor anului 1189.
Durata păstoririi patriarhului Leontie este fixată în majoritatea cataloagelor la 7 luni. Această durată este furnizată de Nichifor Calist, Leunclavius, Matei Cigalas, Filip de Novara și manuscrisul Paris. suppl. 1034 și susținută de cronicarul contemporan Niketas Choniates care susține că păstorirea lui Leontie a fost mai scurtă de un an. Alte manuscrise oferă durate mai lungi și implauzibile: 2 ani, 3 luni și 6 zile (Paris. suppl. 755) și 2 ani și 4 luni (Atheniensis 1372 și Laurentianus LIX 13). Unele surse mai recente menționează că patriarhul Leontie a păstorit în perioada mijlocul anului 1189 – începutul anului 1190 (Dictionnaire de théologie catholique) sau în perioada 1190–1191 (listele lui Karl Krumbacher). Din coroborarea informațiilor incluse în toate aceste surse istorice, teologul și bizantinologul francez Venance Grumel (secretar al Revue des études byzantines și autor al unei cronologii a patriarhilor de Constantinopol) consideră că durata patriarhatului lui Leontie ar fi de 7 luni și că ar fi început în februarie sau martie 1189 și s-ar fi încheiat la sfârșitul lunii septembrie sau la începutul lunii decembrie 1189.
Leontie a rămas astfel în scaunul patriarhal până în septembrie/octombrie 1189, când a fost înlocuit de Dosoftei. În cele șapte luni de păstorire ale lui Leontie, Isaac al II-lea a obținut suficient sprijin în rândul clerului pentru Dosoftei și i-a cerut patriarhului să demisioneze, susținând la fel că a avut o viziune a Fecioarei Maria.